# Zanazziit
Zanazziit (IMA-Symbol Zan) ist ein selten vorkommendes Mineral aus der Mineralklasse der „Phosphate, Arsenate und Vanadate“ mit der chemischen Zusammensetzung Ca2Be4Mg5(PO4)6(OH)4·6H2O und damit chemisch gesehen ein wasserhaltiges Calcium-Beryllium-Magnesium-Phosphat mit zusätzlichen Hydroxidionen.
Zanazziit kristallisiert im monoklinen Kristallsystem und entwickelt meist tönnchenförmige, pseudohexagonale Kristalle bis etwa 4 mm Länge in halbkugelförmigen, strahligen Mineral-Aggregaten von hell- bis dunkelolivgrün, grünlichgelb, bräunlichgelber Farbe bei weißer Strichfarbe. Die Flächen der durchsichtigen bis durchscheinenden Kristalle zeigen einen glasähnlichen Glanz, Spaltflächen weisen dagegen Perlglanz auf.
Mit einer Mohshärte von 5 gehört Zanazziit zu den mittelharten Mineralen, das sich ähnlich wie das Referenzmineral Apatit noch mit einem Messer ritzen lässt.

## Etymologie und Geschichte
Erstmals entdeckt wurde Zanazziit im „Ilha Grubenfeld“ bei Taquaral in der Gemeinde Itinga im brasilianischen Bundesstaat Minas Gerais. Analysiert und beschrieben wurde das Mineral von Peter B. Leavens, John Sampson White und Joseph A. Nelen, die es nach dem italienischen Professor der Mineralogie an der Universität Perugia Pier F. Zanazzi (* 1939) benannten. Die Untersuchungsergebnisse und der gewählte Name wurden 1986 zur Prüfung des Mineralstatus bei der International Mineralogical Association (IMA) eingereicht (Eingangs-Nr. IMA 1986-054) und der Status noch im selben Jahr anerkannt. Die Veröffentlichung zur Entdeckung des neuen Minerals erfolgte 1990 im Mineralogical Record.

## Klassifikation
Da der Zanazziit erst 1986 als eigenständiges Mineral anerkannt wurde, ist er in der seit 1977 veralteten 8. Auflage der Mineralsystematik nach Strunz noch nicht verzeichnet.
In der zuletzt 2018 überarbeiteten Lapis-Systematik nach Stefan Weiß, die formal auf der alten Systematik von Karl Hugo Strunz in der 8. Auflage basiert, erhielt das Mineral die System- und Mineralnummer VII/D.01-050. Dies entspricht der Klasse der „Phosphate, Arsenate und Vanadate“ und dort der Abteilung „Wasserhaltige Phosphate, mit fremden Anionen“, wo Zanazziit zusammen mit Atencioit, Bearsit, Footemineit, Glucin, Greifensteinit, Guimarãesit, Moraesit, Okruschit, Roscherit, Ruifrancoit, Uralolith und Weinebeneit eine unbenannte Gruppe mit der Systemnummer VII/D.01 bildet.
Die von der International Mineralogical Association (IMA) zuletzt 2009 aktualisierte 9. Auflage der Strunz’schen Mineralsystematik ordnet den Zanazziit in die Klasse der „Phosphate, Arsenate und Vanadate“ und dort in die Abteilung „Phosphate usw. mit zusätzlichen Anionen; mit H2O“ ein. Hier ist das Mineral in der Unterabteilung „Mit kleinen (und gelegentlich größeren) Kationen“ zu finden, wo es zusammen mit Atencioit, Footemineit, Greifensteinit, Guimarãesit, Roscherit und Ruifrancoit die „Roscheritgruppe“ mit der Systemnummer 8.DA.10 bildet.
In der vorwiegend im englischen Sprachraum gebräuchlichen Systematik der Minerale nach Dana hat Zanazziit die System- und Mineralnummer 42.07.07.02. Das entspricht der Klasse der „Phosphate, Arsenate und Vanadate“ und dort der Abteilung „Wasserhaltige Phosphate etc., mit Hydroxyl oder Halogen“. Hier findet er sich innerhalb der Unterabteilung „Wasserhaltige Phosphate etc., mit Hydroxyl oder Halogen mit (AB)5(XO4)3Zq × x(H2O)“ in der „Roscheritgruppe“, in der auch Roscherit, Greifensteinit, Atencioit, Guimarãesit, Footemineit und Ruifrancoit eingeordnet sind.

## Kristallstruktur
Zanazziit kristallisiert monoklin in der Raumgruppe C2/c (Raumgruppen-Nr. 15) mit den Gitterparametern a = 15,87 Å; b = 11,85 Å; c = 6,60 Å und β = 95,3° sowie 4 Formeleinheiten pro Elementarzelle.

## Eigenschaften

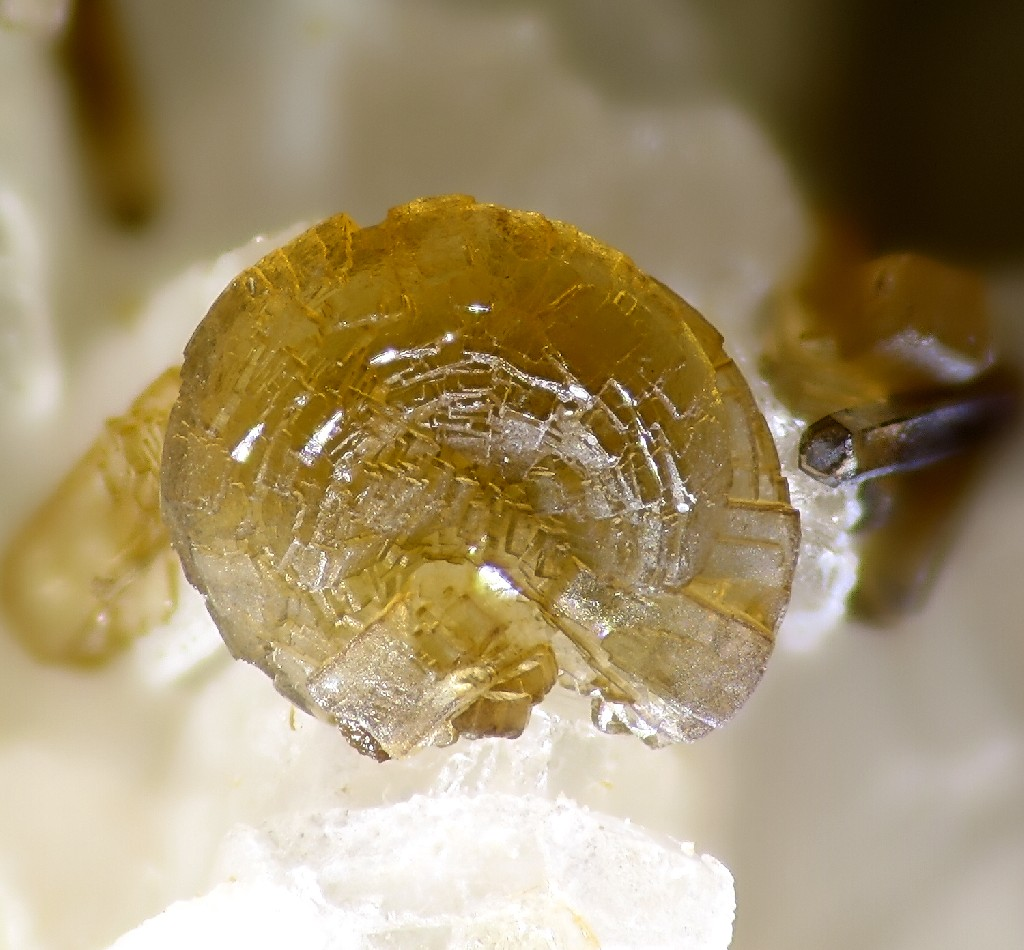
Großaufnahme eines grünlichgelben Zanazziitkristalls mit mosaikartig eingekerbter Endfläche

Die Enden der Zanazziitkristalle weisen oft ein charakteristisches, mosaikartiges Muster auf.

## Bildung und Fundorte

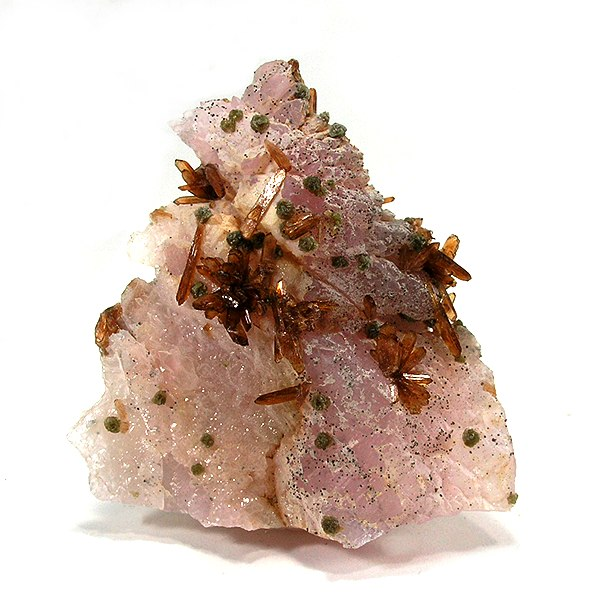
Eosphorit (rötlichbraun) und Zanazziit auf Rosenquarz aus Lavra Da llha, Minas Gerais, Brasilien

Zanazziit bildet sich in einfach zonierten Granit-Pegmatiten meist gemeinsam mit anderen Phosphaten wie Eosphorit, Wardit und Whiteit, aber auch mit Albit, Apatit, Muskovit, Pyrit und Quarz.
Als seltene Mineralbildung konnte Zanazziit nur an wenigen Orten nachgewiesen werden, wobei weltweit bisher rund 20 Fundorte dokumentiert sind (Stand: 2023). Neben seiner Typlokalität Taquaral sind dies in Brasilien noch die ebenfalls im Bundesstaat Minas Gerais liegenden Orte Sapucaia do Norte (Galiléia) und Monte Belo, die „Teixerinha Mine“ und das Piauí-Tal in der Gemeinde Itinga sowie Linópolis und Mendes Pimentel im Docetal.
Weitere Fundorte liegen am Millstätter See bei Laggerhof und am Wolfsberg bei Spittal an der Drau in Österreich sowie bei Newry im Oxford County (Maine) und Groton im Grafton County (New Hampshire).